# Цисельский, Михаил Петрович
Михаил Петрович Цисельский (7 (20) мая 1909, село Стойково Звенигородского уезда Киевской губернии (ныне Катеринопольского района Черкасской области, Украина) — 3 ноября 1989, Киев) — советский лётчик бомбардировочной авиации Военно-морского флота в годы Великой Отечественной войны, Герой Советского Союза (6 марта 1945 года). Майор (25.11.1944).

## Биография

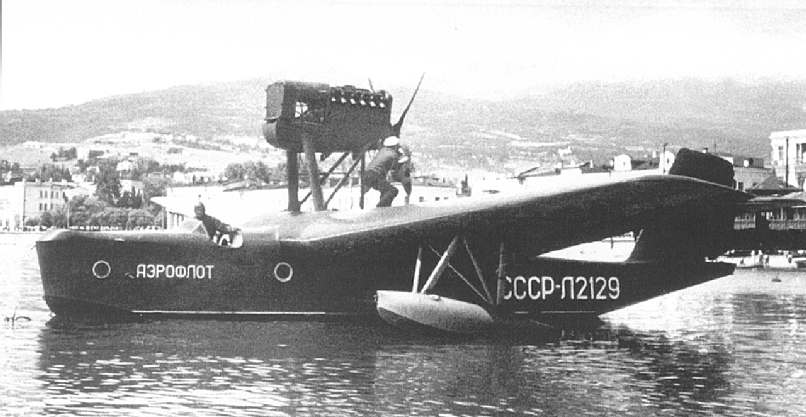
Летающая лодка МБР-2

### Юность. Начало воинской службы (1909—1941 годы)
Михаил Цисельский родился в семье крестьянина. По национальности украинец. Окончил неполную среднюю школу и школу ФЗУ. По окончании школы работал в сельском хозяйстве. С 1928 года жил в городе Никольск-Уссурийске, окончил ФЗУ при паровозоремонтном заводе, с 1930 года работал слесарем на этом же заводе.
Член ВКП(б) с 1932 года. В том же 1932 году был призван в Красную Армию. Служил Цисельский в 4-м Забайкальском кавалерийском полку. В 1934 году окончил 4-ю авиационно-техническую школу в городе Иркутске. С декабря 1934 года служил авиационным техником в в/ч 2413 Белорусского военного округа. В 1936 году окончил Ейское военно-морское авиационное училище (сейчас — Ейский высший военный авиационный институт). После окончания училища направлен в 71-ю скоростную бомбардировочную авиабригаду ВВС Черноморского флота, где служил лётчиком-наблюдателем и штурманом отряда. 28 мая 1938 года на базе эскадрилий 71-й авиабригады был сформирован 40-й бомбардировочный авиаполк, где старшим лётчиком-наблюдателем и штурманом звена продолжил службу Цисельский.
В сентябре 1938 года необоснованно уволен в запас, после чего Цисельский стал работать начальником учебной части и штурманом Иркутского областного аэроклуба. С августа 1939 года восстановлен в кадрах ВМФ. Продолжил службу в ВВС ЧФ штурманом 119-го авиаполка. В ноябре 1940 года переведён в 83-ю отдельную авиаэскадрилью.

### Участие в Великой Отечественной войне (1941—1945 годы)

#### 1941 год
В боях Великой Отечественной войне Цисельский принял участие с первого дня в составе 83-й отдельной морской разведывательной эскадрильи, где в основном приходилось летать на летающих лодках МБР-2. 22 июня 1941 года в составе трёх бомбардировщиков самолёт Цисельского М. П. принял участие в разгроме танковой колонны противника в районе Гросс-Либенталь—Одесса. 23 сентября 1941 года в районе Днестровского лимана экипаж Цисельского потопил большой транспортный корабль противника, а в районе Перекоп—Севастополь Михаил Цисельский уничтожил сотни гитлеровских солдат и офицеров, 15 танков и 20 автомашин.
В дни героической обороны Одессы (5 августа-16 октября), когда немецко-фашистские захватчики полукольцом окружили город, черноморская авиация принимала участие в эскортировании своих кораблей, которые доставляли оружие, боеприпасы, продовольствие в Одессу, охраняя их от вражеских подводных лодок и торпедных катеров. В одном из таких полётов в районе Тендровской косы на группу наших бомбардировщиков налетели вражеские истребители. Экипаж Цисельского уничтожил два вражеских самолёта. Советские корабли без потерь дошли до Одессы, но самолёт Цисельского получил серьёзные повреждения. Только мужество и выдержка экипажа, опыт командира самолёта Кумейко и штурмана Цисельского помогли при трёхбальном шторме посадить машину на воду.

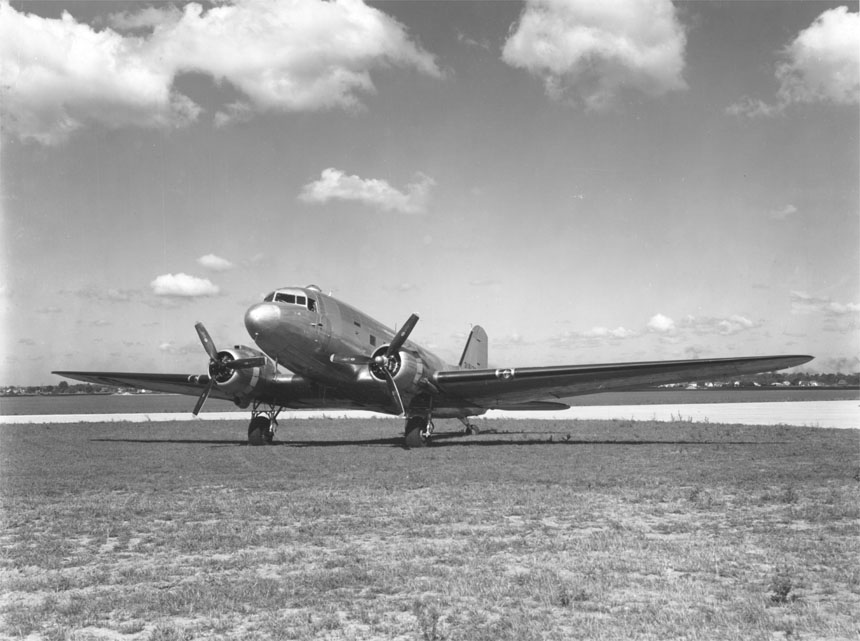
Дуглас C-47 «Скайтрэйн»

С 25 декабря 1941 года по 2 января 1942 года Михаил Петрович принимал участие в Керченско-Феодосийской десантной операции. До конца 1941 года экипаж Цисельского М. П. совершил 99 боевых вылетов, за что он был удостоен ордена Красного Знамени.
«Тов. Цисельский летает на самолёте МБР-2 в экипаже старшего лейтенанта тов. Кумейко. С начала войны имеет 99 боевых вылетов, из них 55 днём и 44 ночью… Участвуя в разгроме врага делал по 2-3 боевых вылета за ночь. При выполнении боевых заданий проявлял упорство, смелость и настойчивость. Трижды атаковывался истребителями противника. Дважды, застигнутый плохой погодой, подходил к цели на низкой высоте, обстреливая из пулемётов зенитные точки противника… Бомбовые удары штурмана Цисельского наносили большой урон противнику… Ни зенитный огонь, ни прожектора противника не помешали тов. Цисельскому сбросить около 20000 кг бомб… Тов. Цисельский в совершенстве владеет техникой самолётовождения в сложных метеоусловиях дня и ночи».

#### 1942—1943 годы
В 1942 году Цисельский продолжает принимать активное участие в обороне Севастополя и Кавказа. В течение года Цисельский получал основные задачи на уничтожение войск и техники противника в районах: Новороссийск, Керчь, Тамань, Анапа. В этом же году производил разведку коммуникаций противника на Крымском побережье.
В июне-июле 1942 года в составе экипажа транспортного самолёта Дуглас C-47 «Скайтрэйн» совершил в осаждённый Севастополь 16 вылетов. При этом было доставлено 16 тонн боеприпасов, эвакуировал 110 раненых бойцов и командиров. За отличное выполнение заданий удостоен ряда благодарностей от командующего Черноморским флотом, а также за отличное аэронавигационную подготовку полётов и, несмотря на сложные метереологические условия (грозы, осадки, отсутствие видимости), блестящее проведение их в жизнь, капитан Цисельский был награждён орденом Красной Звезды.
«С января 1942 года до мая 1943 года Цисельский произвёл 104 боевых вылета. Его экипажем за это время было уничтожено 16 танков, 2 зенитные батареи, 2 склада с горючим, 4 самолёта противника на аэродроме в Саках, дальнобойную артиллерийскую батарею на мысе Хако, лично в воздушных боях сбил один ME-109 и один HE-111, бомбовыми ударами вызваны многочисленные очаги пожаров и уничтожено много технических средств противника. Разведывательными полётами и умелыми донесениями о движении войск и танковых колонн противника приносил огромную помощь командованию. 
В одном из случаев разведывательного полёта капитан Цисельский обнаружил танковую колонну, двигающуюся в направлении Анапа-Новороссийск. Благодаря своевременному обнаружению колонны была срочно вызвана группа штурмовиков на удар по колонне и операция противника была сорвана».
В мае 1943 года Цисельский направляется на курсы усовершенствования начсостава при ВМАУ имени Сталина в городе Куйбышеве. После окончания курсов в январе 1944 года он назначается штурманом 3-й эскадрильи 40-го авиаполка, а затем 29-го пикировочного полков, в составе которых берёт участие в освобождении Одессы, Севастополя, Болгарии, Румынии.

#### 1944—1945 годы

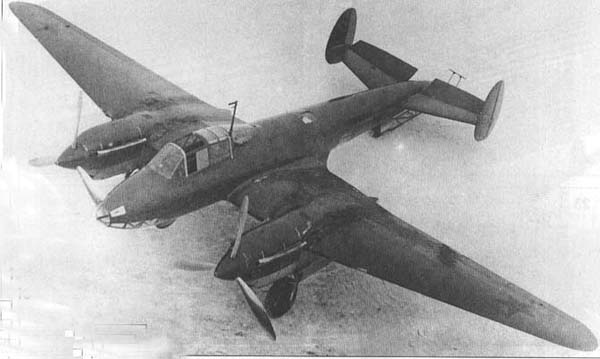
Пикирующий бомбардировщик Пе-2

12 апреля 1944 года при освобождении Крыма в результате меткого удара с пикирования экипажем Цисельского был потоплен транспорт противника водоизмещением 4500 тонн, перевозивший живую силу и вооружение из Севастополя в Констанцу. 18 апреля бомбоударами с пикирования при ожесточённом противодействии зенитной артиллерии и огня с эскортных кораблей был потоплен транспорт водоизмещением 5000 тонн. 19 апреля был потоплен десантный корабль. В этом полёте самолёт Цисельского был сильно повреждён огнём вражеских истребителей, но благодаря выдержке и мужеству экипажа, самолёт удалось провести через линию фронта и благополучно посадить в районе мыса Тарханкут. 20 апреля экипажем Цисельского было потоплено два мотобота.
С 20 по 29 августа Цисельский принимает участие в Ясско-Кишинёвской наступательной операции. Вылетал на разведку вражеских кораблей в море, наносил бомбовые удары по военно-морским базам, громил войска и технику противника, топил транспорты, вёл воздушные бои, активно содействовал сухопутным войскам во время захвата ими военно-морских баз противника в Румынии. 20 августа во время налёта на военно-морскую базу Констанца экипаж самолёта под командованием капитана Попова, штурманом которого был Цисельский, потопил вражеский конвойный транспорт.
23 августа 1944 года эскадрилья Цисельского вылетела для бомбардировки порта Браилова. До цели нужно было идти более 160 километров над вражеской территорией на высоте 300—400 метров. Постоянно отмечалась низкая облачность, местами шёл дождь. Нужно было учитывать и то, что состав эскадрильи совсем недавно пополнился молодыми, ещё необстрелянными экипажами. Командир и штурман договорились, что если погода не прояснится, бомбардировку выполнить с высоты 300 метров. Но на подходе к Дунаю поднялись до двух тысяч метров, так как видимость резко улучшилась. Появилась реальная возможность нанести точный удар. Дешифрованные фотоснимки показали, что в этот день эскадрильей было уничтожено три эллинга с 6-ю находившимися в них строящимися кораблями. Потоплено два транспорта и 3 баржи врага, а ведомая Цисельским шестёрка уничтожила 13 кораблей.
18 октября 1944 года, когда Украина была освобождена, а Чёрное море очищено от морских сил фашистских захватчиков и их сателлитов, Михаил Цисельский был переведён на Балтику в состав 12-го гвардейского полка (командир полка — подполковник Раков Василий Иванович). 27-28 октября вылетал на нанесение бомбовых ударов на военно-морскую базу врага Либаву. Во время этих вылетов был уничтожен вражеский транспорт водоизмещением 3000 тонн, танкер водоизмещением 1200 тонн и повреждены ещё два транспорта.
«30 октября 1944 года во время очередного налёта на ВМБ Либавы управляемый опытным лётчиком гвардии майором Поповым самолёт, штурманом которого был Цисельский, пошёл в пике на вражеские корабли. В момент отделения бомб Цисельский заметил, что сзади готовы к атаке три фокке-вульфа». Машине удалось выскользнуть из-под удара. Начался неравный бой. Один вражеский самолёт был сбит лично Цисельским. Однако и наш бомбардировщик загорелся. В том бою Михаил Цисельский был тяжело ранен в голову и правую руку, но он и раненный в руку стрелок-радист Семушин продолжали отбивать атаки врага. Командир экипажа увёл горящий самолет в облака, оторвался от преследователей и совершил посадку на поле.
Штурман эскадрильи 12-го гвардейского авиационного полка (8-я минно-торпедная авиационная дивизия, ВВС Краснознамённого Балтийского флота) майор Михаил Цисельский к окончанию войны произвёл 269 успешных боевых вылетов на разведку, бомбардировку кораблей и войск противника. Из них на летающей лодке МБР-2 — 145, на транспортном самолёте «Дуглас» — 13, на разведчике A-20 Бостон — 77 и на пикирующем бомбардировщике Пе-2 — 34 вылетов. За это время было уничтожено 11 транспортных кораблей общим водоизмещением 38 200 тонн, несколько десантных барж, мотоботов, торпедный катер, 31 танк, 20 автомашин с живой силой и техникой, склады с горючим, 4 самолёта на аэродромах. В воздушных боях сбил лично 2 самолёта и 1 в групповом бою.

Курсанты Куйбышевского училища усовершенствования командного состава
(Цисельский М. П. третий справа в среднем ряду) (Май 1943 года)

Указом Президиума Верховного Совета СССР от 6 марта 1945 года за образцовое выполнение боевых заданий командования на фронте борьбы с немецко-фашистскими захватчиками и проявленные при этом мужество и героизм капитану Михаилу Петровичу Цисельскому присвоено звание Героя Советского Союза с вручением ордена Ленина и медали «Золотая Звезда» (№ 5083).

#### Сведения о боевой деятельности
Ниже приводятся сведения подтвержденные аэро-фотоснимками:
| № п/п | Дата                                                   | Уничтоженные объекты противника или нанесённый урон | Количество | Место проведения операции                           |
| 1     | В течение 1941 г.                                      | Танки                                               | 15         | Перекоп, Севастополь, Керченский п-ов, Одесса и др. |
| 2     | В течение 1941 г.                                      | Автомашины с техникой и живой силой                 | 20         | Перекоп, Севастополь, Керченский п-ов, Одесса и др. |
| 3     | В течение 1941 г.                                      | Вражеские солдаты и офицеры                         | свыше 300  | Перекоп, Севастополь, Керченский п-ов, Одесса и др. |
| 4     | В течение 1942 г.                                      | Танки                                               | 16         | Новороссийск, Керчь, Тамань, Анапа и др.            |
| 5     | В течение 1942 г.                                      | Зенитные батареи                                    | 2          | Новороссийск, Керчь, Тамань, Анапа и др.            |
| 6     | В течение 1942 г.                                      | Склады с горючим                                    | 3          | Новороссийск, Керчь, Тамань, Анапа и др.            |
| 7     | В течение 1942 г.                                      | Самолёты противника на аэродромах                   | 4          | Саки                                                |
| 8     | В течение 1942 г.                                      | Дальнобойные артиллерийские орудия                  | 1          | Мыс Хано                                            |
| 9     | В течение 1942-44 г.                                   | Самолётов в воздушном бою (лично)                   | 2          | В р-не Феодосии и Либавы                            |
| 10    | В течение 1942 г.                                      | Самолётов в воздушном бою (в паре)                  | 1          | В районе Феодосии                                   |
| 11    | В течение 1942 г.                                      | Вызвано очагов пожара                               | свыше 50   | Новороссийск, Керчь, Тамань, Анапа и др.            |
| 12    | 12 апреля 1944 г. 18 апреля 1944 г. 20 августа 1944 г. | Транспорты с общим водоизмещением 11000 т           | 3          | на переходе Севастополь-Констанца ВМБ Констанцы     |
| 13    | 19 апреля 1944 г.                                      | Десантный корабль                                   | 1          | Констанца                                           |
| 14    | 20 апреля 1944 г.                                      | Мотоботы                                            | 2          | Порт Сулины                                         |
| 15    | 23 августа 1944 г.                                     | Транспорты с общим водоизмещением 13000 т           | 2          | Порт Браилова                                       |
| 16    | 28 сентября 1944 г.                                    | Торпедный катер                                     | 1          | Р-н Днестровского лимана                            |
| 17    | 27 октября 1944 г.                                     | Транспорт водоизмещением 3000 т                     | 1          | ВМБ Либавы                                          |
| 18    | 28 октября 1944 г.                                     | Танкер водоизмещением 1200 т                        | 1          | ВМБ Либавы                                          |
| 19    | 28 октября 1944 г. 30 октября 1944 г.                  | Транспорты с общим водоизмещением 10000 т           | 4          | ВМБ Либавы                                          |

### Послевоенная служба. Запас (1945—1989 годы)
После окончания войны Цисельский продолжил службу помощником штурмана по бомбардировочной подготовке 8-й гвардейской минно-торпедной авиадивизии ВВС Краснознамённого Балтийского флота. С января 1946 года Михаил Петрович исполняет обязанности начальника бомбардировочной подготовки 13-й севастопольской пикировочной авиадивизии ВВС Черноморского флота.

Вследствие многократных ранений у Цисельского Михаила Петровича стали проявляться проблемы со слухом, в результате чего 12 февраля 1948 г. он был переведён в запас в звании майора, затем — отставка. В 1948 году возвращается в родное село Стойково. С 1948 по 1955 годы работал в соседнем селе Лисичья Балка председателем колхоза им. Петровского, затем бригадиром на заводе «Красный резинщик» в столице Украины — городе-герое Киеве. С 1955 года проживал в Киеве в Московском (ныне Голосеевском) районе в микрорайоне Мышеловка на улице Армейская, 30/12.
Умер 3 ноября 1989 года вследствие тяжёлой и продолжительной болезни. Похоронен на Корчеватском кладбище в Киеве.

## Награды

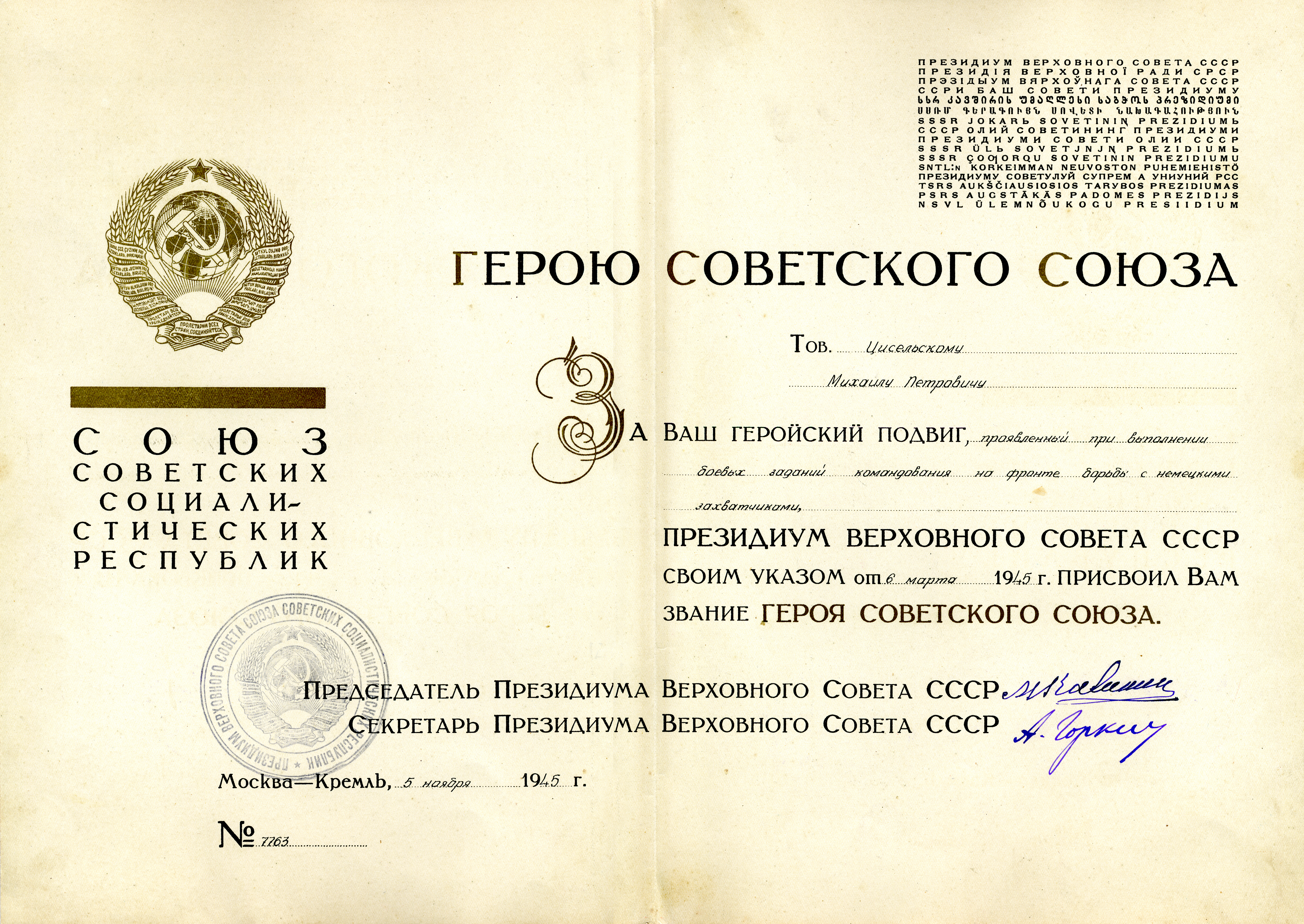
Грамота Президиума Верховного Совета СССР Герою Советского Союза Цисельскому М. П.

- Герой Советского Союза (6 марта 1945) медаль «Золотая Звезда» (№ 5083)[8];
- орден Ленина (6.03.1945, № 29282);
- орден Октябрьской Революции (№ 40988);
- два ордена Красного Знамени (29.01.1942, 27.09.1944, № 27662 и № 5667)[9][10];
- орден Красной Звезды (21.07.1942, № 3737020)[11];
- орден Отечественной войны 1-й степени (11.03.1985, № 478013)[12];
- медаль «За боевые заслуги» (3.11.1944, № 2857891)[13];
- медаль «За оборону Одессы» (№ 1347)[14];
- медаль «За оборону Севастополя» (№ 25109)[15];
- медаль «За оборону Кавказа» (№ 37989);
- медаль «За победу над Германией в Великой Отечественной войне 1941—1945 гг.»;
- медаль «Двадцать лет Победы в Великой Отечественной войне 1941—1945 гг.»;
- медаль «Тридцать лет Победы в Великой Отечественной войне 1941—1945 гг.»;
- Медаль «За взятие Кёнигсберга» (№ 190893);
- медаль «Ветеран труда»;
- медаль «30 лет Советской Армии и Флота»;
- медаль «50 лет Вооружённых Сил СССР»;
- медаль «60 лет Вооружённых Сил СССР»;
- прочие памятные и юбилейные медали СССР.

## Прохождение воинской службы[16][17]
| С какого времени (месяц, год) | По какое время (месяц, год) | Должность                                                        | Место службы                                                                                                 |
| 02, 1932                      | 09, 1932                    | Красноармеец                                                     | 4-й Забайкальский кавалерийский полк ОКДВА                                                                   |
| 08, 1932                      | 12, 1934                    | курсант                                                          | Иркутская военная авиационная школа                                                                          |
| 12, 1934                      | 01, 1936                    | авиатехник                                                       | 12-я авиационная эскадрилья Белорусского ВО в/ч 2413                                                         |
| 01, 1936                      | 11, 1936                    | слушатель                                                        | Ейская военная школа лётчиков и лётчиков-наблюдателей имени Сталина                                          |
| 11, 1936                      | 05, 1938                    | Лётчик-наблюдатель                                               | 71-я авиационная авиабригада ВВС ЧФ                                                                          |
| 05, 1938                      | 09, 1938                    | ст. лётчик-наблюдатель, штурман звена                            | 3-я авиационная эскадрилья 40-го авиаполка ВВС ЧФ                                                            |
| 08, 1939                      | 11, 1940                    | штурман звена                                                    | 2-я авиационная эскадрилья 119-го авиаполка ВВС ЧФ                                                           |
| 11, 1940                      | 02, 1942                    | штурман звена                                                    | 83-я отдельная авиационная эскадрилья ВВС ЧФ                                                                 |
| 02, 1942                      | 03, 1943                    | штурман звена                                                    | 82-я отдельная авиационная эскадрилья ВВС ЧФ                                                                 |
| 03, 1943                      | 05, 1943                    | стрелок-бомбардир звена                                          | 3-я авиационная эскадрилья 40-го авиаполка ВВС ЧФ                                                            |
| 05, 1943                      | 01, 1944                    | слушатель                                                        | Курсы усовершенствования командного состава при Военно-морском авиационном училище имени Сталина в Куйбышеве |
| 01, 1944                      | 09, 1944                    | штурман эскадрильи                                               | 3-я авиационная эскадрилья 40-го авиаполка ВВС ЧФ                                                            |
| 09, 1944                      | 10, 1944                    | штурман эскадрильи                                               | 1-я авиационная эскадрилья 29-го авиаполка ВВС ЧФ                                                            |
| 10, 1944                      | 04, 1945                    | штурман эскадрильи                                               | 12-й гвардейский пикировочно-бомбардировочный авиаполк 8-й минно-торпедной авиадивизии ВВС КБФ               |
| 04, 1945                      | 01, 1946                    | штурман эскадрильи, пом. штурмана по бомбардировочной подготовке | 12-й гвардейский авиаполк 8-й минно-торпедной авиадивизии ВВС КБФ                                            |
| 01, 1946                      | 01, 1948                    | пом. штурмана по бомбардировочной подготовке                     | 13-я Севастопольская пикировочная авиадивизия ВВС ЧФ                                                         |

## Семья
Жена — Мария Николаевна Цисельская, в девичестве — Цупкина (21 января 1916 — 12 июня 2004).
Дети:
- Дочь — Тамара Михайловна Цисельская, в замужестве — Островская (9 января 1936 — 28 марта 1993). Врач-невропатолог.
- Сын — Альберт Михайлович Цисельский (14 октября 1937 — 23 мая 2022). Инженер в области атомной энергетики.

## Газетные статьи

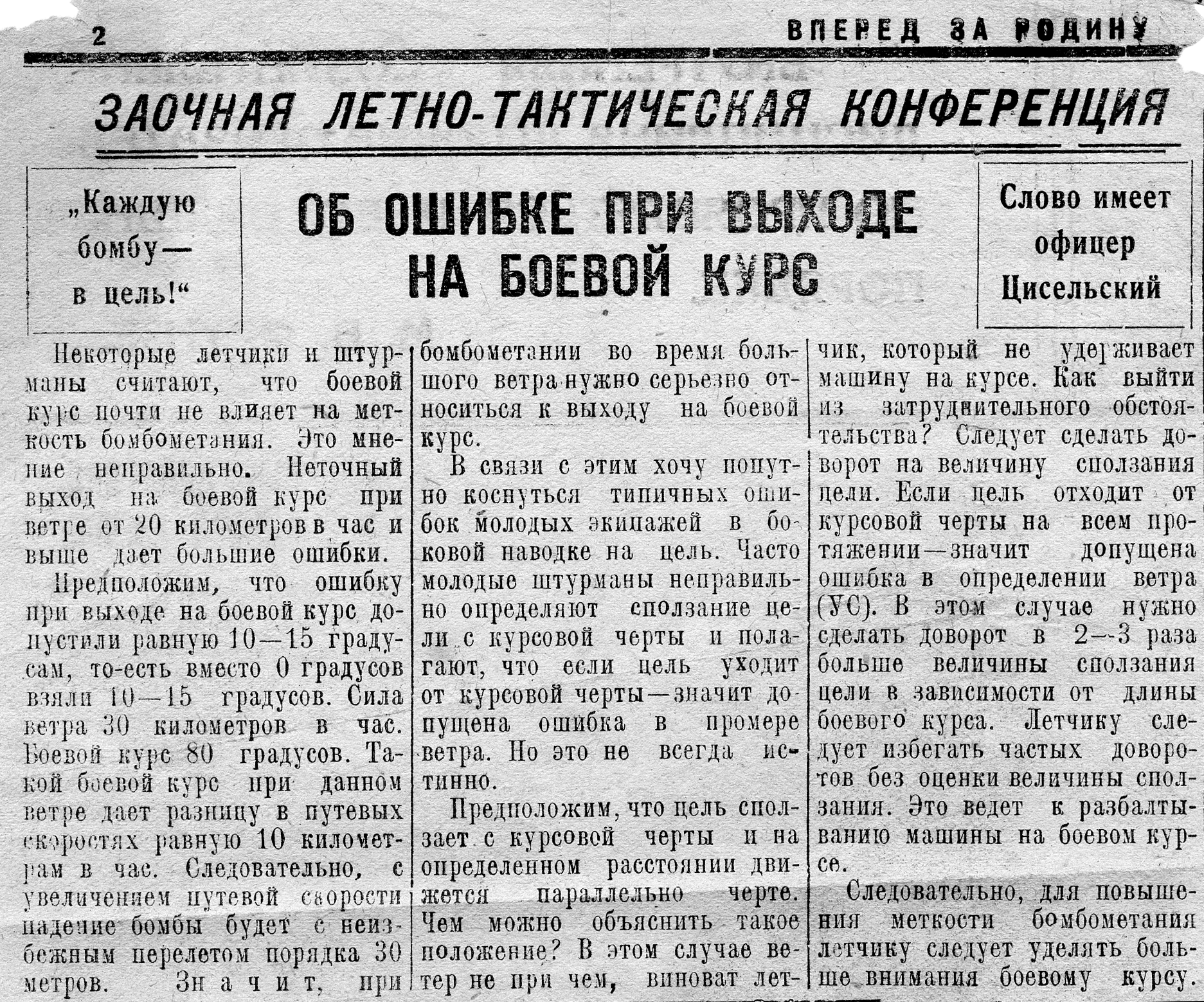
Статья Цисельского М.П. в газете "Вперед за Родину" 1944 год
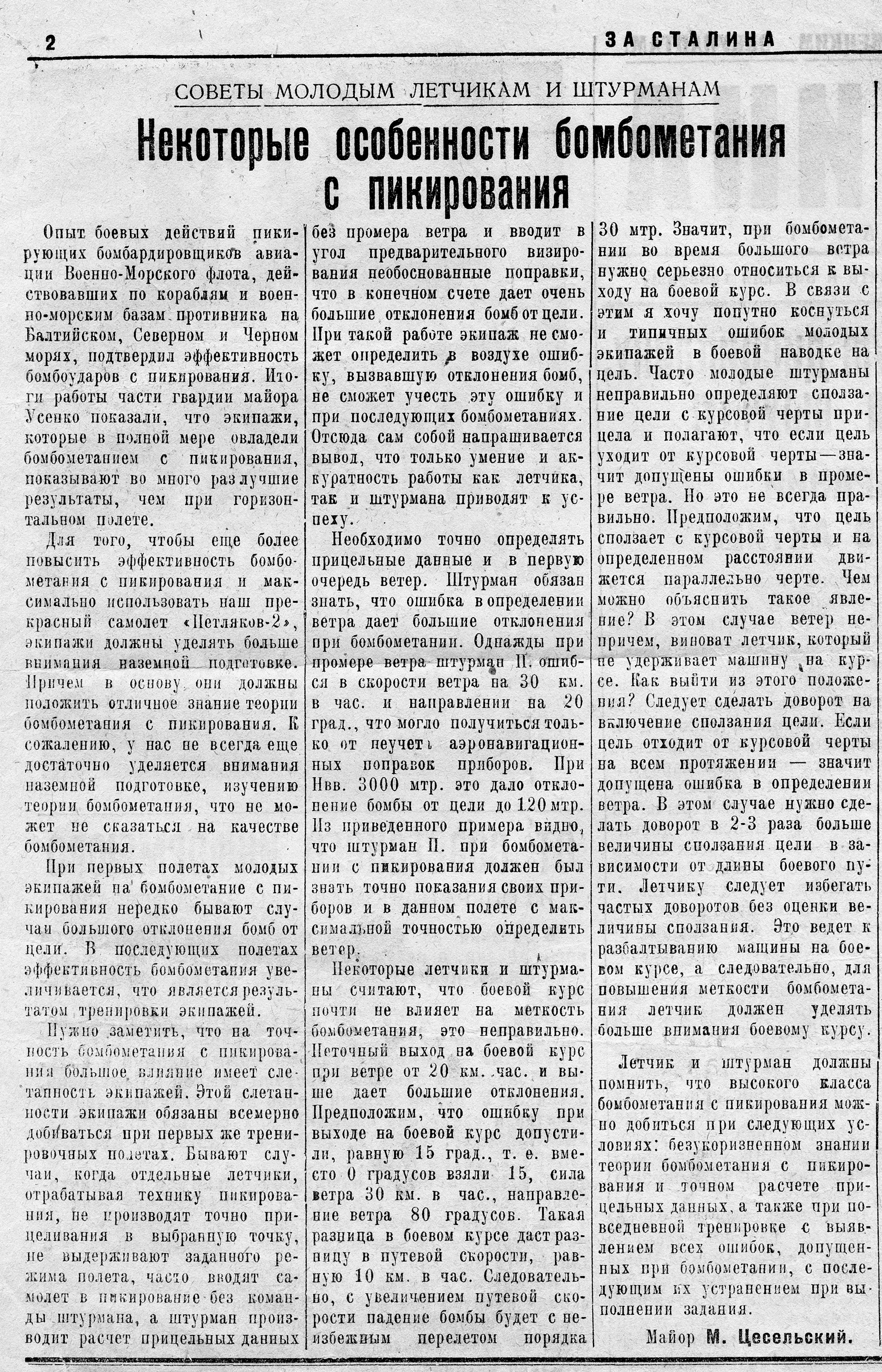
Статья Цисельского М.П. в газете "За Сталина" 1945 год

## Подтверждающие документы

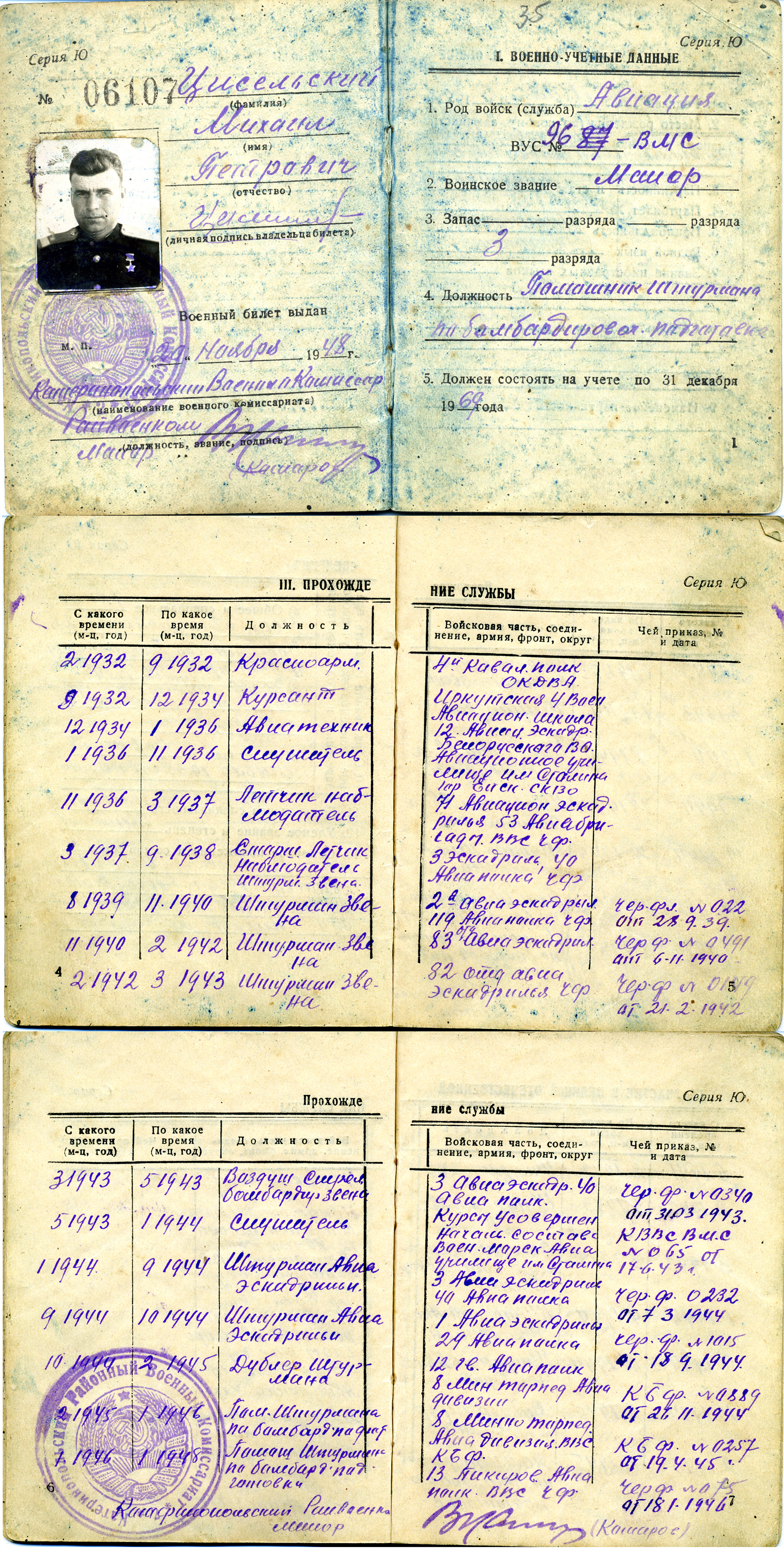
Военный билет офицера запаса Вооружённых сил СССР Героя Советского Союза М. П. Цисельского, дата выдачи 20 ноября 1948 года
Наградной лист от 25 декабря 1941 года о представлении капитана Цисельского М.П. к награждению орденом Красного Знамени
Наградной лист от 10 июля 1942 года о представлении капитана Цисельского М.П. к награждению орденом Красной Звезды
Наградной лист от 8 сентября 1944 года о представлении капитана Цисельского М.П. к награждению вторым орденом Красного Знамени
Наградной лист от 26 декабря 1944 года о представлении капитана Цисельского М.П. к званию Героя Советского Союза
Справка №17590 из Центрального военно-морского архива от 20 января 2012 года